# Бад-Эмс (объединённая община)
Бад-Эмс — объединённая община в районе Рейн-Лан земли Рейнланд-Пфальц, в Германии. В состав объединённой общины входят город Бад-Эмс и 8 общин. Управление находится в городе Бад-Эмс. Объединённая община была образована в 1972 году в ходе проведения реформы местного самоуправления земли Рейнланд-Пфальц.

## Члены объединённой общины
| - Арцбах - Бад-Эмс - Бехельн - Даузенау - Кемменау - Миллен - Ниферн - Фахбах - Фрюхт |

## Совет объединённой общины
Совет объединённой общины Бад-Эмс состоит из 32 избираемых членов и бургомистра, работающего на штатной основе в качестве председателя.
Распределение мест в Совете по итогам муниципальных выборов, состоявшихся 7 июня 2009 года: СДПГ — 11, ХДС — 11, Партия зелёных — 2, СвДП — 1, самовыдвиженцы — 7.